# Ancyloceratina
Gli Ancyloceratina sono un sottordine di cefalopodi appartenente alle estinte ammoniti (ordine Ammonoidea).
Questo gruppo riunisce tutte le forme di ammoniti cosiddette eteromorfe vissute dal tardo Giurassico Superiore (Titoniano) al Cretacico Superiore (Maastrichtiano). Queste forme sono caratterizzate da tipi di avvolgimento della conchiglia che si discostano in tutto o in parte dal modello di avvolgimento più frequente negli ammonoidi, di tipo planispirale (il cui avvolgimento giace nel piano di simmetria bilaterale dell'organismo), con i giri della conchiglia a contatto o parzialmente sovrapposti.
Negli Ancyloceratina, i giri della conchiglia sono parzialmente o totalmente svolti e spesso l'avvolgimento avviene con modalità che cambiano nel corso dello sviluppo ontogenetico; inoltre in diverse forme l'avvolgimento può essere tridimensionale (cioè non contenuto in un piano). Si tratta di forme la cui paleoecologia è tuttora soggetta ad acceso dibattito tra i ricercatori, per la loro morfologia in generale poco efficiente dal punto di vista idrodinamico e quindi poco favorevole al nuoto attivo, che rende difficile comprendere come si siano potute sviluppare in un notevole numero di generi entro un arco temporale di oltre 65 milioni di anni. Questo gruppo si è probabilmente estinto come tutte le ammoniti alla fine del Cretacico Superiore (circa 65 milioni di anni fa), anche se talune forme sembrerebbero da alcuni ritrovamenti spingersi nel Terziario, alla base del Paleocene.

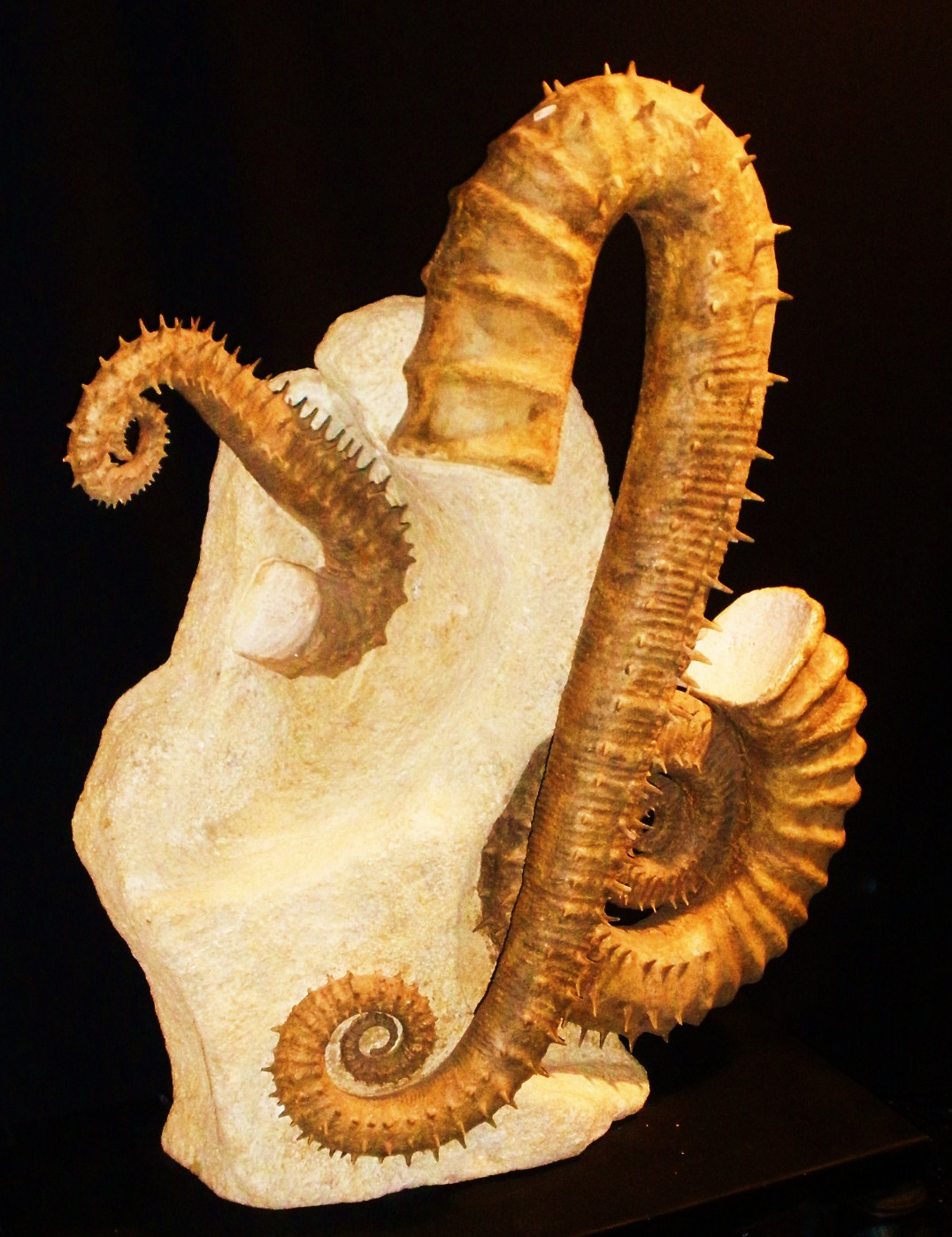
Ammoniti eteromorfe

## Famiglie e Generi
- Baculitidae
  - Baculites
- Nostoceratidae
  - Nipponites